# 牌九

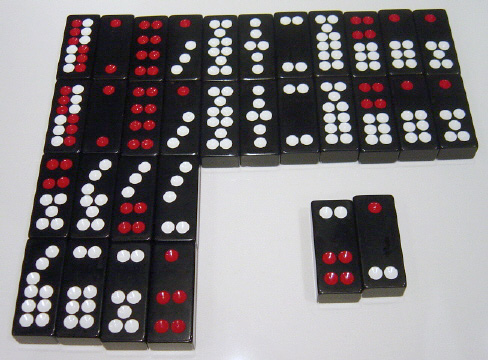
天九牌・牌九牌の写真。
大きさは約6cm*2.5cmである。厚さは価格により約1～2.5cm。写真は黒牌。麻雀牌の様な白牌もある。

牌九（パイゴウ、パイガオ）は、牌九牌（天九牌）を用いた、主に中華圏で行われているゲーム。 米国ではパイ・ゴウ・ポーカーと区別するため「pai gow tiles」とも呼ばれる。一部のカジノへも導入されている。

## 歴史
牌九の歴史は明らかでない。使用する牌のデザインはドミノに似ているが、両者の関係は不明である。
麻雀との関係でいえば、麻雀牌の6筒・7筒のデザインは牌九に類似している。19世紀中頃の清で、寧波の陳魚門が「葉子（馬弔・マーディアオ）」というカードゲームとこの牌九とを合体させて「麻雀」を考案したという説が有力である。
牌九牌は「骨牌」とも言う。しばしば北宋末の宣和2年（1120年）にすでにあったといわれ、このため「宣和牌」とも呼ばれるが、この説は明末の17世紀になってはじめて現れる説であり、伝説の域を出るものではない。
牌九はまた、酒令の道具としても用いられた。紅楼夢第40回で、即興で牌の名前に韻を合わせた句を言うゲームをするシーンが有名である。
ステュアート・キューリンの紹介によると、19世紀末には「打天九」（トリックテイキングゲーム）・「釣魚」（花札によく似たゲーム）・「Kim tái shap」（麻雀風のゲーム）など、牌九牌を使ったさまざまなゲームが行われていた。
朝鮮ではコルペ（골패、骨牌）と呼ばれる。

## 牌九牌

### 構成
サイコロを二つ並べたようなデザインを持つ、21種32枚の牌から構成される。1と4の目が赤いのが特徴である。

#### 各牌の名称

##### 文牌
全32牌中、11種はまったく同じ模様をもつ牌が2枚ずつある（合計22枚）。これを文牌もしくは文子と呼ぶ。
| 牌 | 名称              | 英語              | 数 | 紹介                                                                             |
| -- | ----------------- | ----------------- | -- | -------------------------------------------------------------------------------- |
|    | 天牌              | Teen （ティーン） | 12 | 紅6点、白6点。天を象徴する二十四節気をあらわす。文牌でもっとも位が高い。         |
|    | 地牌              | Day （デイ）      | 2  | 紅2点。大地の東南西北4方位を象徵する。                                           |
|    | 人牌              | High 8            | 8  | 紅8点。仁義忠信など人の道徳を象徵する。                                          |
|    | 和牌、鵝牌        | High 4            | 4  | 紅1点、白3点。八節（春節、元宵、清明、端午、中元、中秋、重陽、冬至）を象徵する。 |
|    | 梅花、梅牌        | High 10           | 10 | 白10点。梅の花を象徵する。                                                       |
|    | 長三、長牌、 長衫 | High 6            | 6  | 白6点                                                                            |
|    | 板、板凳          | Low 4             | 4  | 白4点。（背もたれがない）板製の腰掛けに似ていることから                          |
|    | 斧頭、虎頭        | 11                | 11 | 白11点                                                                           |
|    | 紅頭、四六、 屏風 | Low 10            | 10 | 紅4点、白6点                                                                     |
|    | 高脚七            | High 7            | 7  | 紅1点、白6点                                                                     |
|    | 銅錘、伶冧六      | Low 6             | 6  | 紅1点、白5点                                                                     |

##### 武牌
全32牌中、文牌22枚を除く10種（各1枚）を武牌もしくは武子と呼ぶ。武牌は目の合計によって以下のように分類される。
| 牌 | 名称                            | 英語                    | 数     | 紹介                                                             |
| -- | ------------------------------- | ----------------------- | ------ | ---------------------------------------------------------------- |
|    | 雑九                            | 9                       | 9      | 2種類ある。一つは紅4点白5点、もう一つは白9点。                   |
|    | 雑八                            | Low 8                   | 8      | 2種類ある。両方とも白8点だが配列が異なる。                       |
|    | 雑七                            | Low 7                   | 7      | 2種類ある。一つは紅4点白3点、もう一つは白7点。                   |
|    | 雑五                            | 5                       | 5      | 2種類ある。一つは紅5点、もう一つは白5点。                        |
|    | 二四、高六、 大六、大鶏六       | Gee Joon                | 6(or3) | 至尊牌の一つ。6としても3としても用いることができるカメレオン牌。 |
|    | 丁三、細三、 大三、高三、么鶏三 | Gee Joon （ジージュン） | 3(or6) | 至尊牌の一つ。3としても6としても用いることができるカメレオン牌。 |

## 役の順位
役は対牌もしくは対子の二牌からなる。第16位までのペア(pair)の役を、特にボー(BO)と呼ぶ。
以下に役の強さの順位を示す。
| 順位       | 組牌  | 名称         | 英語                    | 紹介                                                               |
| ---------- | ----- | ------------ | ----------------------- | ------------------------------------------------------------------ |
| 最高位     |       | 至尊宝       | Gee Joon （ジージュン） | 丁三と二四から構成される。各々では弱い牌だがペアでは最高位である。 |
| 第二位     |       | 双天         | Teen （ティーン）       | 天牌のペア                                                         |
| 第三位     |       | 双地         | Day （デイ）            | 地牌のペア                                                         |
| 第四位     |       | 双人         | Yun （ヤン）            | 人牌のペア                                                         |
| 第五位     |       | 双和         | Gor （ゴー）            | 和牌のペア                                                         |
| 第六位     |       | 双梅         | Mooy （ムイ）           | 梅花牌のペア                                                       |
| 第七位     |       | 双長         | Chong （チャン）        | 長三牌のペア                                                       |
| 第八位     |       | 双板         | Bon （バン）            | 板牌のペア                                                         |
| 第九位     |       | 双斧         | Foo （フー）            | 斧頭のペア                                                         |
| 第十位     |       | 双紅頭       | Ping （ピン）           | 紅頭牌のペア                                                       |
| 第十一位   |       | 双高脚       | Tit （ティット）        | 高脚七牌のペア                                                     |
| 第十二位   |       | 双伶冧       | Look （ルック）         | 伶冧六牌のペア                                                     |
| 第十三位   |       | 雑九         | Gow （ガウ）            | 雑九牌のペア                                                       |
| 第十四位   |       | 雑八         | Bot （バット）          | 雑八牌のペア                                                       |
| 第十五位   |       | 雑七         | Chit （チット）         | 雑七牌のペア                                                       |
| 第十六位   |       | 雑五         | Ng （ンー）             | 雑五牌のペア                                                       |
| 第十七位   | と or | 王、天王     | Wong （ウォン）         | 天牌とは12と九の組み合わせ                                         |
| 第十八位   | と or | 王、地王     | Wong （ウォン）         | 地牌とは二と九の組み合わせ                                         |
| 第十九位   | と or | 槓、天槓     | Gong （ゴン）           | 天槓とは12と八の組み合わせ                                         |
| 第二十位   | と or | 槓、地槓     | Gong （ゴン）           | 地槓とは二と八の組み合わせ                                         |
| 第二十一位 | と or | 高九、天高九 | High 9                  | 天高九とは12と七の組み合わせ                                       |
| 第二十二位 | と or | 高九、地高九 | High 9                  | 地高九とは二と七の組み合わせ                                       |

簡略化すると、役の強さは
- ボー(BO) > ウォン(WONG) > ゴン(GONG) > 高九(HIGH-NINE) > 役無し

の順となる。

## 無役時の計算

二牌の計算例

もし上記の役がないなら、二牌の和を計算し、十の位を切り捨てて扱う。
数字の和の一の位を比較し、9が最高で以下8,7,6,5,4,3,2,1と弱くなっていき、0が最も弱い。
- 例1：天牌（12点）と雑五（5点）の組み合わせでは、二牌の和の計算は12+5=17。十の位を無視して7として扱う。
- 例2：梅花（10点）と紅頭（10点）の組み合わせでは、二牌の和の計算は10+10=20。十の位を無視して0として扱う。

丁三牌と二四牌は計算時3としても6としても自分の有利なように使うことができる。
- 例3：銅錘六牌（6点）と二四牌の組み合わせでは、一見6+6=12となり2点のようだが、実際は自分に有利なように6+3=9と計算する。

## 実際のゲーム

組み合わせは三通り存在する

- ゲームは1人の親と7人までのプレイヤー（子）で行い、親はそれぞれのプレイヤーと対戦する。
- 親とプレイヤーは4枚の牌を受け取り、それを2枚ずつ2組の手に分け、それぞれを比較して、両方で勝っていれば勝ち、両方が負けていれば負け、片方だけ勝っていれば引き分け。
- パイゴウは役、役がなければ牌の合計が9に近いほど強くなる（2枚の合計が9より大きい場合は下一桁だけを使う）。
- 親とプレイヤーにまったく同じ手が入った場合は親の勝ちとして扱う。

パイゴウを覚えるには、この二組に分割する時の基本的なルールを覚える事が重要である。
分け方の基本は、
1. 役があるときは役を優先させる。
2. 役がない時はできるだけ両方の手の和を9に近づける。右の図では「A-B C-D」と組み合わせるとどちらもゼロになってしまう。「A-C B-D」ならばどちらも5になる。「A-D B-C」ならば3と7ができる。

左右どちらも8のペアだが、左は双人・右は雑八なので、左のほうが高い役になる

初心者は役を覚えることが第一歩。最初から役の順位は覚えなくてよい。

## 牌九牌を使ったその他のゲーム

### 天九
天九は、牌九牌を使ったトリックテイキングゲームである。1枚だけでなく2枚・3枚・4枚の組をまとめて出すことができる。
牌の大小関係は牌九と同じだが、文牌と武牌は別々のスートとして扱われ、両者の間には大小関係が存在しない。3枚以上は文牌と武牌を組み合わせる。可能な組み合わせには「天と九・地と八・人と七・和と五」があり、組み合わせ方には「文2枚と武1枚・文1枚と武2枚・文2枚と武2枚」の3種類がある。
4人で遊ぶ。各人に8枚ずつ配る。親が1トリックめの牌（または牌の組）をリードする。2トリックめ以降は前のトリックの勝者がリードする。フォローは同じ枚数・同じ組み合わせ方・同じスートで、より大きな牌（または牌の組み合わせ）を出すか、リードと同じ枚数の任意の牌を伏せて出す（捨て札）。至尊宝のペアはリードした時には最強だが、フォロー時には最も弱い。最後のトリックに勝った者が勝者となり、次回の親を勤める。ほかの3人は、自分の勝った数（取った牌の数÷4）と4との差が点数となる。プラスなら勝者から受け取り、マイナスなら勝者に支払う。ただし1トリックも取れなかった人は、5点を支払う。
以上のほかに、トリックに勝った時に即座に得られる点数がある。
- 至尊宝のリードで勝ったら、その場で全員から2点を受け取る
- 4枚組で勝ったら、その場で全員から4点を受け取る

最後のトリックを丁三・至尊宝・4枚組のいずれかで勝ったら、最後の点数計算が倍額になる。
親は、受け取るときも支払うときも点数が2倍になる。連荘すると、3倍・4倍……と増えていく。
特別なルールとして、最後のトリックが1枚だけのとき、それまで1トリックも勝っていない者は勝つことができないというものがある。
詳細はzh:天九を参照。

### 闘牛
ここでは Culin (1893) に述べられているルールを記述する。
3人から6人で遊ぶ。ひとりが親となる。最初の親はサイコロで決める。各人は賭けてから5枚の手札を見て、そのうち3枚を、目の合計が10の倍数になるように捨てる。捨てられない場合は「無牛」といってその場で負けとなり、賭け金は親のものになる。親が無牛の場合は、親の負けとなり、3枚を捨てることのできたすべての子に賭け金と同額を支払う。
親とひとり以上の子ともに3枚を捨てることができた場合、残り2枚（これを「牛」と呼ぶ）の合計の1の位の大きさを競う。丁三と二四は3と6のどちらにもなり得る。親より多ければ賭け金を同額を得る。親より少なければ賭け金は親のものになる。同点なら引き分けとなり、賭け金のやりとりは発生しない。
親が無牛だったときは、次回の親は変わらない。それ以外の場合は右隣の人が次の親になる。
現在では通常トランプを使って行われ、多くの役がある。バカラのように、だれが勝つかに観客が賭けるやり方もあるが、省略する。
Culinは役について何も記していないが、現在の中国の闘牛・朝鮮のトリジッコテン・日本の五枚株などの同系のゲームはいずれもペアを作ると役になる。

### 釣魚
ここでは Culin (1893) に述べられているルールを記述する。
2組（64枚）の札を使い、2-3人で遊ぶ。手札は2人なら12枚・3人なら8枚とする。場札は常に16枚である。親から順に手札と場札を目の数が同じになるように合わせる。合わせられないときは手札を場に1枚出す。それから山札をめくって同様に場札と合わせる。合わせられないときはそれも場に置く。合わせることのできた札は自分のものになり、自分の前にさらす。これを手札がなくなるまで繰り返す。
最後にさらした札の点数を計算する。目の数が7以下の札を「細魚」（広東語。普通話なら「小魚」）といい、その点数は赤い点の数になる。目の数が8以上の札を「大魚」といい、その点数は目の数の2倍になる。各札の点数を合計して、1の位を切り上げたものがその競技者の得点になる。得点のもっとも多いものが勝者となり、他の競技者は勝者との得点の差額を支払う。
丁三と二四は互いに合わせることができる。天牌が手札にあるときは、合わせずに直接自分のものにできる。場に同一の札が2枚出ていて、3枚めを手札に持っている場合、その手札と場札を場に積んでおくことができ、その場合は同一の札の4枚めで全部取ることができる。
現在は、トランプを使った同様のゲームが「撿紅点」という名前で行われている。

### 斜釘
斜釘は接龍、頂牛とも呼ばれ、牌九牌を使ったドミノによく似たゲームである。
また長天（チェーテン）と呼ばれているゲームはドミノのブロックゲームに似ている。2人から4人で遊ぶ。各人に8枚ずつ配り、各人は手札をドミノのように場に出ている牌の列に対してつなげていく。つなげられない場合は、手札から任意の一枚を伏せて自分の前に出す。一度伏せた札は使用できなくなる。誰も手札を出すことができなくなったらプレイは終了し、残った手札（伏せた札を含む）の目の数の合計が一番少ない人が勝ちになる。
詳細はzh:斜釘を参照。
後、鹿狩り　と呼ばれる赤い目のある牌を取り合うトリックテーキングのゲームも存在する。